# Colonia de San Jorge

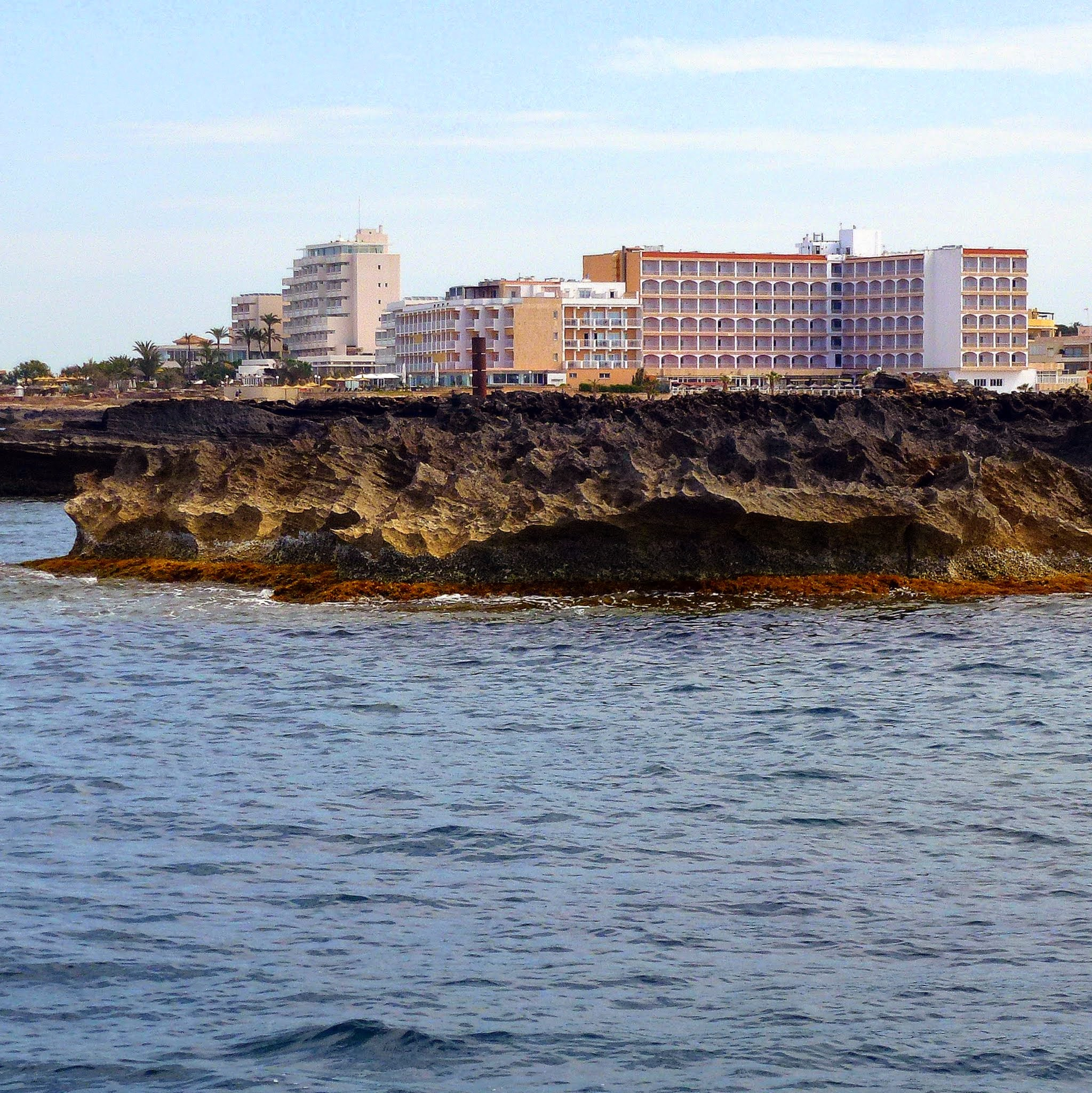
Vista de la Colonia de San Jorge

La Colonia de San Jorge (en catalán y oficialmente Colònia de Sant Jordi) es una localidad y pedanía española perteneciente al municipio de Las Salinas, en la parte meridional de Mallorca, comunidad autónoma de las Islas Baleares. En plena costa mediterránea, cerca de esta localidad se encuentran los núcleos de Las Salinas capital, Llombards, El Palmer y Las Covetas. Es el mayor núcleo de población y mayor centro turístico del municipio.
Popularmente conocido como la Colonia (o sa Colònia), se trata del pueblo más meridional de toda Mallorca, y el puerto más cercano a la isla de Cabrera.

## Historia
Entre los vestigios de poblados prehistóricos y protohistóricos que en la actualidad perduran en la Colonia de San Jorge cabe destacar la Talaia Joana y Es Talayots de Na Mera, Es Mitjà Gran o Els Antigors. Los talayots (siglo IX a. C.), monumentos megalíticos de la cultura del Bronce, son indicios del origen de la agricultura y ganadería de Las Salinas que han llegado hasta nuestros días. También existen restos púnicos en la isla de La Guardia y restos de embarcaciones romanas cerca de la costa.
Las salinas de Sa Vall o de la Colonia de San Jorge son las segundas más antiguas del mundo (siglo IV a. C.), iniciando su explotación por mercaderes púnicos. La sal continuó siendo el principal motivo de interés para los romanos, bizantinos, árabes y cristianos. Estas mismas fuentes salineras, por su importancia, pueden explicar el origen etimológico del municipio. Su extracción todavía se lleva a cabo con los métodos tradicionales, durante el mes de agosto. Constituyen un frágil ecosistema protegido formando parte clave del área natural El Trench-Salobrar de Campos.
El núcleo originariamente era un poblado de pescadores. A partir de 1879 se estableció una colonia agrícola promovida por el Marqués del Palmer. La Colonia de San Jorge perteneció a Santañí hasta la segregación en 1925 del municipio de Las Salinas, del que comenzó a formar parte. Un año más tarde se construyó un convento de Franciscanos. Con el impulso del turismo a partir de los años 40 se convirtió en una gran urbanización.
Cuenta con una junta de distrito desde el año 2002.

## Geografía

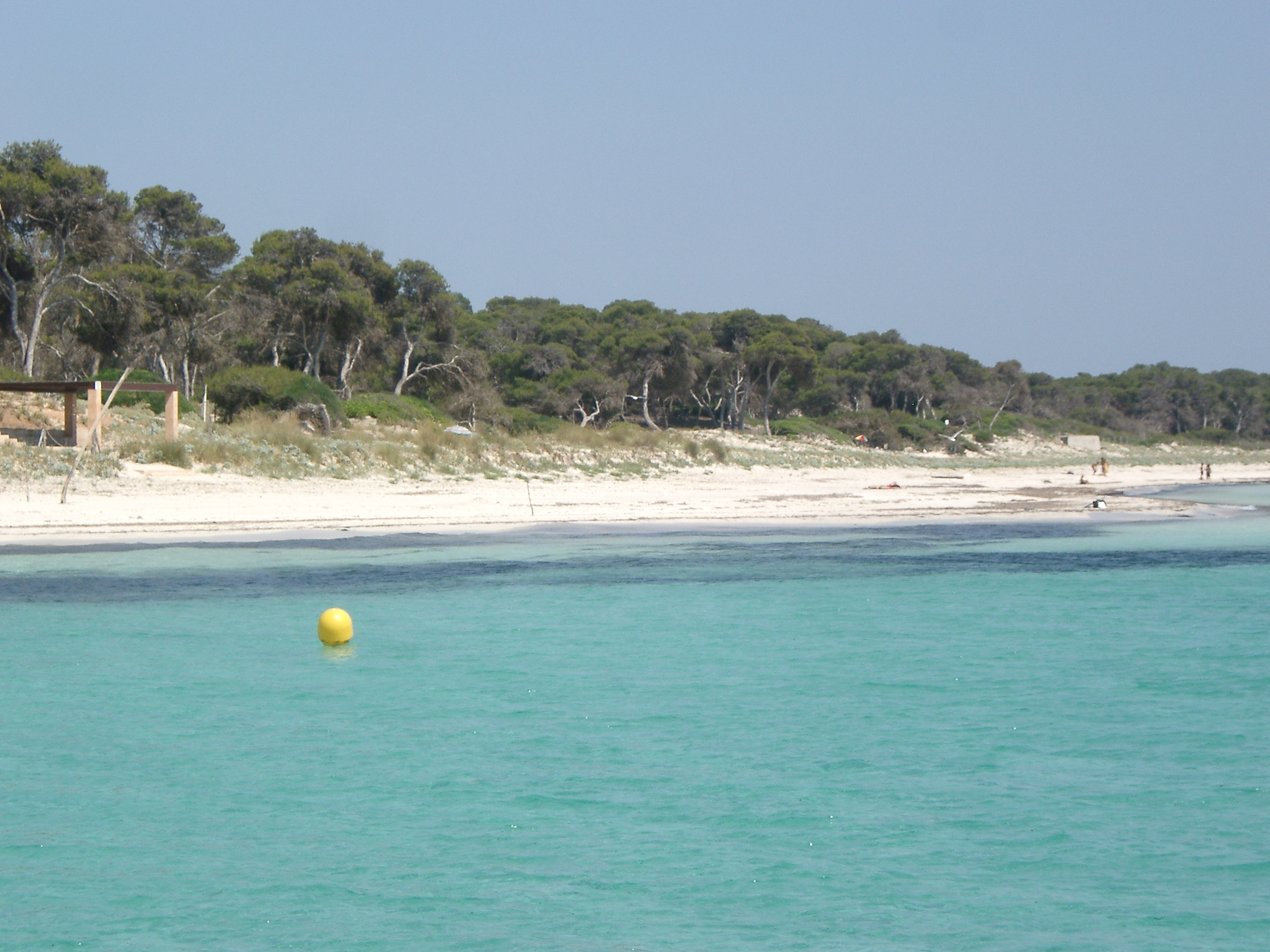
La playa del Carbón, cerca de la Colonia de San Jorge

La localidad está rodeada por playas, la mayoría de fina arena blanca y aguas cristalinas, que incluye una pequeña parte de la playa del Coto —entre los municipios de Campos y Las Salinas—, El Marqués (es Marquès), Bassa del Cabot, cala Galiota, El Puerto (es Port), El Dols (es Dolç), Can Curt, El Delfín (es Delfí o Dofí), El Carbón (es Carbó) y Las Roquetas (ses Roquetes).
En las proximidades de su costa también se encuentran trece islotes, que son de oeste a este: La Llarga, islote de la Llarga (illot Gros), Cabot (es Cabots), Corberana, La Guardia (Na Guardis), s'Estopa, Grande de la Guardia (Gros de Na Guardis), Pequeño de la Guardia (Petit de Na Guardis), Moltona, Grande de la Moltona (Gros de Na Moltona), Pelada, Pequeño de la Moltona (Petit de Na Moltona) y Las Roquetas (ses Roquetes).

## Demografía
Según el Instituto Nacional de Estadística de España, en el año 2019 la Colonia de San Jorge contaba con 2.692 habitantes censados, lo que representa el 54,27% de la población total del municipio.

### Evolución de la población
| Gráfica de evolución demográfica de Colonia S. Jorge entre 2009 y 2019 |
|                                                                        |
| Datos según el nomenclátor publicado por el INE.                       |

## Turismo

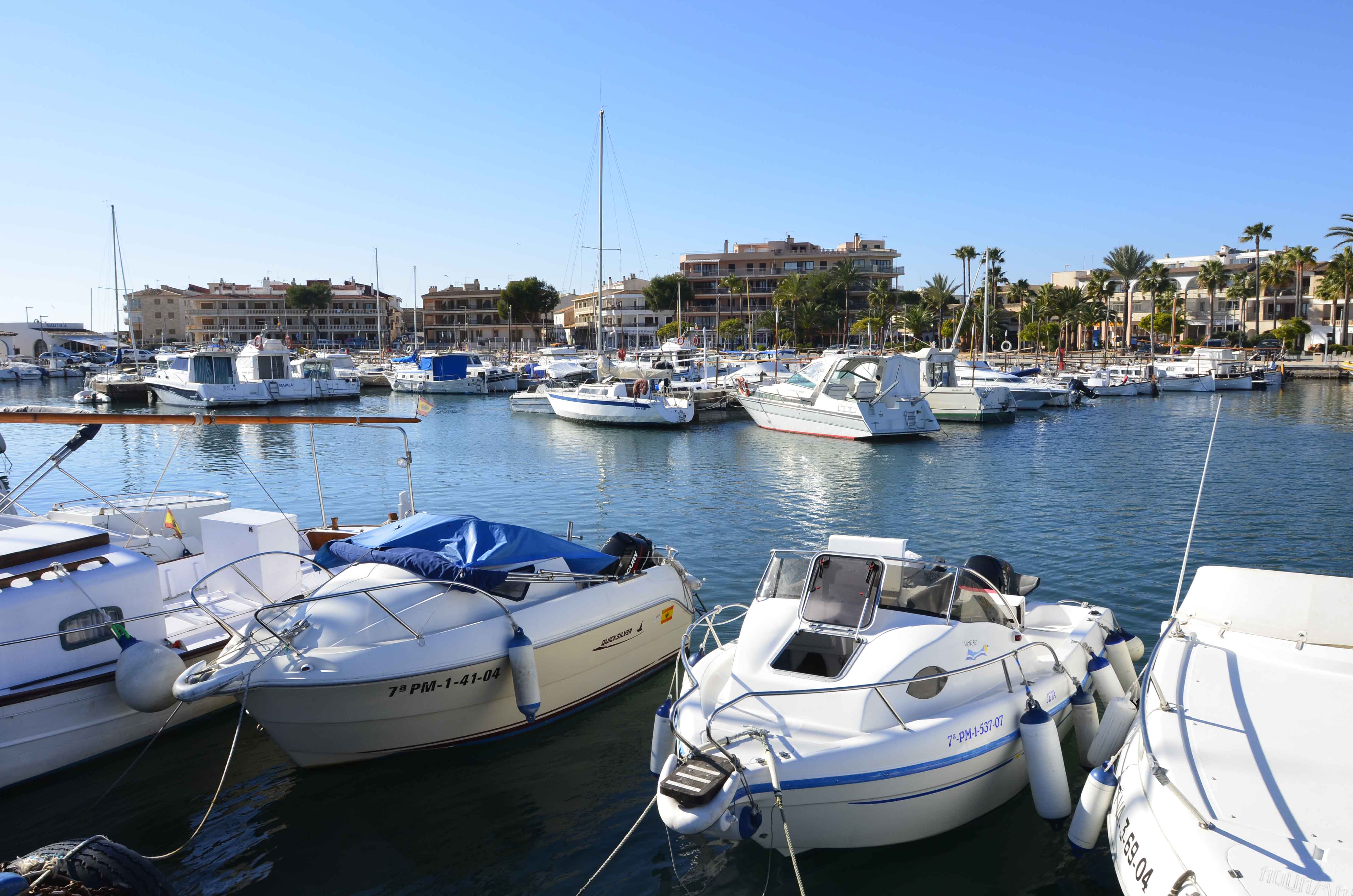
Vista del Puerto de la Colonia de San Jorge

Aparte de sus playas, principal reclamo turístico de la localidad, también cuenta con un puerto deportivo desde donde parten excursiones diarias a la cercana isla de Cabrera para visitar el Parque nacional Marítimo-Terrestre del Archipiélago de Cabrera. El centro de interpretación sobre el parque nacional de Cabrera se encuentra en la Colonia de San Jorge. En el centro de información turística se obtiene la documentación necesaria para visitar el archipiélago, conocer la historia de Cabrera y valorar todas las riquezas de sus alrededores.
En el edificio principal del centro de interpretación se presenta además una muestra de un talayot, un megalito autóctono de la protohistoria de Mallorca y Menorca.
El Balneario de San Juan de la Fuente Santa se encuentra a tres kilómetros de la Colonia de San Jorge, ya en el término municipal de Campos, y son los únicos baños termales naturales de la isla.

## Comunicaciones

### Carreteras
Las principales vías de comunicación que transcurren por esta localidad son:
| Identificador | Denominación                         | Itinerario                     |
| ------------- | ------------------------------------ | ------------------------------ |
| Ma-6100       | De Santañí a la Colonia de San Jorge | Santañí - Colonia de San Jorge |
| Ma-6040       | De Campos a la Colonia de San Jorge  | Campos - Colonia de San Jorge  |

Algunas distancias entre la Colonia de San Jorge y otras ciudades:
| Ciudades          | Distancia (km) |
| ----------------- | -------------- |
| Las Salinas       | 5              |
| Manacor           | 38             |
| Palma de Mallorca | 51             |

## Cultura

### Monumentos
Entre sus monumentos destaca un edificio fortificado del siglo XV denominado s'Estany, situado al lado de la salinera; la torre vigía del siglo XIV de s'Avall y el edificio fortificado Torre de can Barbarà, al lado de la iglesia parroquial.

### Fiestas
Las fiestas de verano se celebran el primer fin de semana del mes de agosto.